# Africa Nordică
     Africa Nordică (după schema ONU)
     Africa Nordică geografică                    

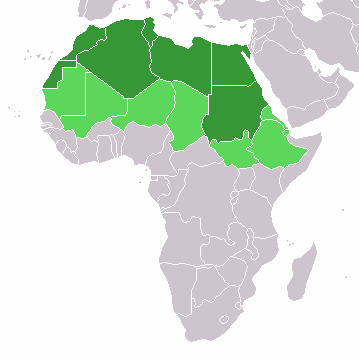
Africa Nordică (după schema ONU)
Africa Nordică geografică

Africa de Nord sau Africa Nordică  este regiunea cea mai de nord a continentului african, separată de Deșertul Sahara de către Africa Subsahariană.

Africa de Nord este uneori denumită „Africa albă”», întrucât majoritatea populației sale este compusă de „rasa albă”. Acest termen se opune celui de „Africa neagră”, care desemnează Africa subsahariană. Friedrich Hegel o denumea și „Africa Europeană”, iar Elisée Reclus vedea în nordul Africii un apendice al arcului latin.
Geografic, Africa de Nord include următoarele teritorii: 
- Algeria
- două exclave spaniole, Ceuta și Melilla
- Egipt
- Eritreea
- Libia
- Maroc
- Mauritania
- Sahara Occidentală
- Sudan
- Sudanul de Sud
- Tunisia

## Teritorii și regiuni
| Țări și regiuni                                                                                  | Suprafața (km²) | Populația   | Densitatea (per km²) | Capital   | GDP (Total)                                  | Pe cap de locuitor                  | Moneda                          | Formă de guvernământ              | Limbă oficială                                           |
| ------------------------------------------------------------------------------------------------ | --------------- | ----------- | -------------------- | --------- | -------------------------------------------- | ----------------------------------- | ------------------------------- | --------------------------------- | -------------------------------------------------------- |
| Algeria                                                                                          | 2.381.741       | 34.994.937  | 14,5                 | Alger     | 254,7 miliarde USD (2010 estimare)           | 7.400 USD (2010 estimare)           | Dinar algerian                  | Republică prezidențială           | Limba arabă; (limbi naționale: limba arabă și tamazight) |
| Egipt1                                                                                           | 1.001.450       | 80.471.869  | 80,4                 | Cairo     | 500,9 miliarde USD (2010)                    | 6.200 USD (2010)                    | Liră egipteană                  | Republică semi-prezidențială      | Arabă                                                    |
| Libia                                                                                            | 1.759.540       | 6.461.454   | 3,7                  | Tripoli   | 89,03 miliarde USD (2010)                    | 13.800 USD(2010)                    | Dinar libian                    | Autoritate provizorie             | Arabă                                                    |
| Maroc                                                                                            | 446.550         | 32.226.056  | 70,8                 | Rabat     | 153,8 miliarde USD (2010)                    | 4.900 USD(2010)                     | Dirham marocan                  | Monarhie constituțională          | Arabă și Tamazight                                       |
| Sudan                                                                                            | 1.886.068       | 30.894.000  | 16,4                 | Khartoum  | 98,79 miliarde USD (2010) înainte împărțirii | 2.200 USD (2010)-înainte împărțirii | Liră sudaneză                   | Republică federală (Autoritarism) | Arabă și Engleză                                         |
| Sudanul de Sud                                                                                   | 619.745         | 8.260.490   | 13,3                 | Juba      | 13,227 miliarde USD (2011 estimate)          | 1.546 USD (2011 estimare)           | Liră sud-sudaneză               | Republică federală                | Engleză                                                  |
| Tunisia                                                                                          | 163.610         | 10.589.025  | 64,7                 | Tunis     | 100,3 miliarde USD (2010)                    | 9.500 USD (2010)                    | Dinar tunisian                  | Republică                         | Arabă                                                    |
| Sahara Occidentală2                                                                              | 266.000         | 320.0003    | 1,2                  | El Aaiún4 | 900 milioane USD (2007)                      | 2.500 USD (2007)                    | Dirham marocan, Pesetă saharaui | Monarhie constituțională          | Arabă și Tamazight                                       |
| Total, Africa de Nord                                                                            | 7.904.959       | 195.637.341 | 24,7                 |           | 1,2 bilioane USD                             | 5.700 USD                           |                                 |                                   |                                                          |
| Source: - The World Factbook, United States Central Intelligence Agency (CIA), 11 February 2011. |                 |             |                      |           |                                              |                                     |                                 |                                   |                                                          |